# 鹅毛口镇
鹅毛口镇，是中国山西省朔州市怀仁县曾经下辖的一个乡镇级行政单位。其前身是1960年1月成立的大同市怀仁区鹅毛口公社。1984年，鹅毛口公社改为鹅毛口镇。据1996年的统计，鹅毛口镇面积为72平方千米，人口数为1.5万人，辖南街、北街、中街、王卞庄、羊圈沟、窑子头、石井、北信庄、小磨9个行政村。2001年，鹅毛口镇并入云中镇，不复存在。
镇辖境内有鹅毛口古石器工场遗址。